# ネマト・シャフィク
デイム・ネマト・タラアト・シャフィク（Dame Nemat Talaat Shafik、アラビア語: نعمت شفيق、ミノーシュ・シャフィク、Minouche Shafikとも。1962年2月5日 - ）はエジプト出身でイギリスとアメリカの国籍を持つ経済学者。
オックスフォード大学で博士号取得。開発経済が専門で、世界銀行副総裁・イングランド銀行副総裁やロンドン・スクール・オブ・エコノミクス（LSE)学長などを歴任。2023年からニューヨークのコロンビア大学学長を務めていたが、キャンパス内で起きた混乱への対応をめぐって批判が高まり辞任した。

## 若年期
シャフィクは1962年にエジプトのアレクサンドリアで生まれた。シャフィクの家族は彼女が4歳の時エジプトを出た。彼女は子供時代をアメリカ合衆国で過ごし、後にエジプトに戻ってシュッツ・アメリカ人学校（Schutz American School）を卒業した。カイロ・アメリカン大学で1年間過ごした後、マサチューセッツ大学アマースト校に進学し、経済学と政治学の学士（B.A.）を修了した。
カイロにあるアメリカ国際開発庁（U.S. Agency for International Development）のオフィスで、2年間エジプトの開発問題に取り組んだ後、1986年にロンドン・スクール・オブ・エコノミクスの経済学の修士（MSc）を修了し、続いて1989年にセント・アントニーズ・カレッジ（オックスフォード大学）の経済学のDPhilを取得した。

## 経歴
シャフィクはオックスフォード大学を出た後世界銀行に入行した。彼女はまず調査部門でのグローバル経済のモデル化と予想に従事し、その後は環境問題に取り組むなど、様々な役割を果たした。彼女は体制変更の最中の東ヨーロッパにおけるマクロ経済業務に従事し、中東では地域経済の将来、平和の経済学（the economics of peace）、労働市場、地域統合、ジェンダーの問題についての数多くの本と記事を出版した。
シャフィクは36歳で史上最年少の世界銀行副総裁（Vice President）に就任した。
彼女は当初イギリス政府の国際開発省（DFID）にGeneral for Country Programmesの理事（Director）として出向した。彼女はそこでDFIDの全ての海外拠点と、アフリカ、中東、アジア、ラテンアメリカ、そして東ヨーロッパへの融資を担当した。2008年にはDFIDの事務次官に任命され、100以上の国との二国間援助計画、多国間政策、国連、ヨーロッパ連合（EU）、国際金融機関のための資金調達、そして全体的な開発政策と研究を管理した－2011年から2014年にかけて、2,400名のスタッフと380億ポンド（約600億米ドル）の予算を担当している。彼女の在任中、DFIDはOECDの独立したピア・レビューによって「開発において国際的に認められたリーダー（a recognised international leader in development）」と記述された。
経済学者としての訓練を受けたことで、彼女は数多くの国際的組織で主要職を歴任している。彼女はまたグローバル化、新興市場と民間融資、国際的な開発、中東とアフリカの将来、そして環境問題など広範な話題について論述、教育、そして出版を行っている。
シャフィクは2008年3月から2011年3月までイギリス国際開発省事務次官を務め、その後国際通貨基金（IMF）の副専務理事（Deputy Managing Director）となった。
彼女はイングランド銀行にMarkets and Banking部門の初代副総裁として、また同行の金融政策委員会の委員として2014年4月1日から参加し、2017年2月に辞任した。2017年9月から社会学者クレイグ・キャルフーンの後任としてロンドン・スクール・オブ・エコノミクスの学長をつとめた。2023年7月にはニューヨークのコロンビア大学で第20代学長に就任したが、翌年キャンパスで起きた学生による大規模な抗議活動への対応に学内外から強い批判が集まったことなどを受け、2024年8月に辞任している（→「コロンビア大学 #2023年パレスチナ・イスラエル戦争抗議活動」）。

## 学問的業績

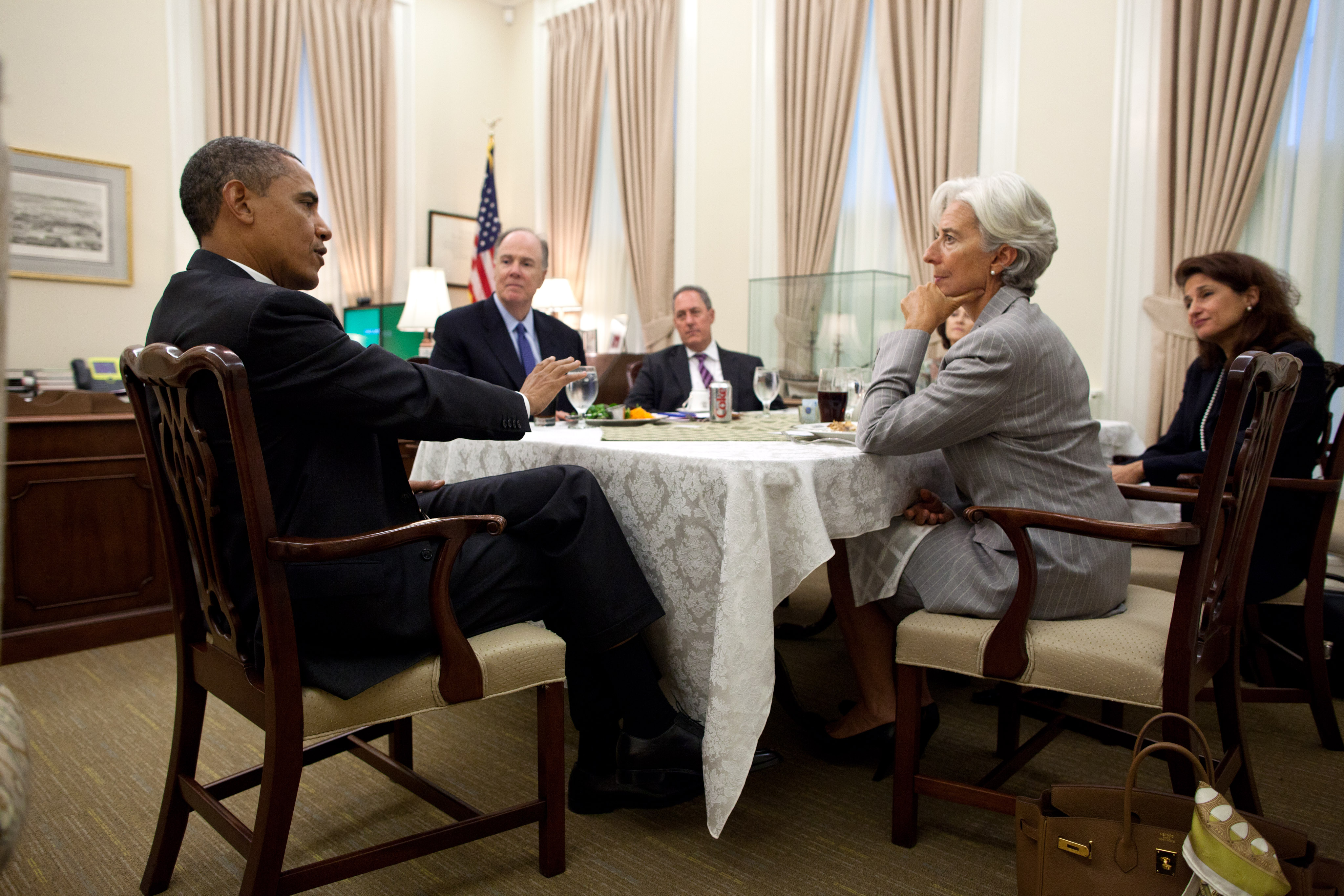
バラク・オバマおよびクリスティーヌ・ラガルドとシャフィク（右端）。

シャフィクはペンシルヴァニア大学のウォートン・スクールとジョージタウン大学で学術的な役職を保持している。彼女は『Prospects for the Middle East and North African Economies: from Boom to Bust and Back?』、『Challenges Facing Middle Eastern and North African Countries: Alternative Futures, and Reviving Private Investment in Developing Countries』など、多数の本を執筆・編集・共著した。
また『Oxford Economic Papers』『Colombia Journal of World Business』『The Middle East Journal』『Journal of African Finance and Economic Development』『World Development』そして『Journal of Development Economics』などのような多くの出版物に記事を寄稿した。また、他の開発機関の首脳部とともにブログ（Ideas4development.org.）を執筆している。

## 理事会での活動と慈善活動
デイム・ネマト・シャフィクは現在、国際通貨基金（IMF）の中東諮問機関、アラブ世界・イラン・トルコの経済研究フォーラムを含む複数の機関の理事を務めている。また、理事として活発に活動すると共に、少数民族のグループが官公庁で上級の地位に昇ることを支援するthe Minority Ethnic Talent Association（META）で指導者（mentor）として活動している。
彼女はthe Consultative Group to Assist the Poor（CGAP）、the Energy Sector Management Assistance Programme（ESMAP）、the Global Water and Sanitation Program（GWSP）、Cities Alliance、InfoDev the Public-Private Infrastructure Advisory Facility,、the Public-Private Infrastructure Advisory Facility（PPIAF）、そしてthe Global Corporate Governance Forum（GCGF）など、複数の国際諮問機関で議長を務めている。また、Infrastructure Consortium for Africaの設立に貢献した。

## 受賞
2009年、シャフィクはアジアのメディアとマーケティンググループが運営する第11回年次GG2 Leadership & Diversity Awardsにおいて「GG2 Woman of the Year」に選出された。シャフィクは2015年の女王誕生記念叙勲において大英帝国勲章（DBE）のデイム・コマンダーを受勲された。

## 個人として
シャフィクには2番目の夫ラファエル・ヨーヴィネ（Raffael Jovine）との間に双子の子供と3人の継子がいる。彼女は英語・アラビア語・フランス語を解する。そしてアメリカとイギリスの国籍を所持している。